# Сокол, Владимир Петрович
Владимир Петрович Сокол (8 мая 1927, Пихтовка, Сибирский край — 29 июня 1990, Новосибирск) — советский художник.

## Биография
Учился в ЛВХПУ им. В. Мухиной (1946—1955). С 1955 года жил в Новосибирске.
Художник монументально-декоративного искусства.
Член Союза художников СССР с 1970 года, Заслуженный художник РСФСР (1980).

## Работы
- Фонтан перед торговым центром Новосибирского Академгородка на улице Ильича
- Панно «Охота» в ресторане гостиницы «Золотая долина» (1965). Не сохранилось.
- Панно «Богатства Сибири» в Доме учёных СО АН СССР (1967),
- Панно «Покорители Оби» возле Новосибирской ГЭС (1970).
- Панно «Природа Сибири» в ресторане гостиницы «Обь» (1974).
- Витраж «Наука» в вестибюле НГУ (1975).
- Панно «Рождение Оби», «Сартакпай» (1976) в сгоревшем в 2003 году зале ожидания речного вокзала. Последнее панно не сохранилось.
- Панно «Письменность, печать» на фасаде издательско-полиграфического комплекса «Советская Сибирь» (1979).
- Десять витражей «Города Сибири» на станции метро «Речной вокзал» (1985).

## Интересные факты
Монументальное деревянное панно «Рождение Оби» размером 15 на 4 метра, украшавшее холл речного вокзала и считавшееся утраченным после крупного пожара в соседнем зале ожидания в 2003 году, было обнаружено в августе 2019 года сотрудниками музея города Новосибирска на интернет-аукционе, где оно было выставлено с начальной ценой в $300 тыс., а в описании к объявлению указывалось, что панно было «недавно найдено на складе». Интернет торги были остановлены вечером в день открытия лота. Пока не удается установить подробностей и законности сделки. Сотрудник музея Константин Голодяев не сомневается в подлинности этой работы, поскольку из-за больших размеров и сложности исполнения её достаточно тяжело подделать, и надеется, что владельцы панно будут найдены и оно снова станет достоянием города.

## Галерея

Панно в Доме учёных Новосибирского академгородка
Витраж в вестибюле НГУ. Фрагмент
Витраж «Тобольск» на станции «Речной вокзал» Новосибирского метрополитена